# الدوري التشيلي لكرة القدم 1951
الدوري التشيلي لكرة القدم 1951 (بالإسبانية: Primera División de Chile 1951)‏ هو الموسم 19 من الدوري التشيلي لكرة القدم. كان عدد الأندية المشاركة فيه 12، وفاز فيه يونيون إسبانيولا.